# Паскаль Лорец
Паскаль Давід Лорец (нім. Pascal David Loretz; нар. 1 червня 2003, Люцерн) — швейцарський футболіст, воротар клубу «Люцерн».

## Клубна кар'єра
Займався футболом в системі «Крієнса», а 2014 року приєднався до академії «Люцерна». З 2020 року почав виступати за резервну команду клубу. 11 червня 2021 року підписав з «Люцерном» свій перший професіональний контракт.
5 лютого 2023 року дебютував у професіональному футболі в складі «Люцерна» в матчі швейцарської Суперліги проти «Янг Бойз».
22 червня 2023 року був переведений до першої команди, продовживши контракт з клубом до 2027 року. 27 липня того ж року в матчі кваліфікації Ліги конференцій УЄФА проти шведського «Юргордена» дебютував у єврокубках. За підсумками серпня 2023 року був визнаний гравцем місяця швейцарської Суперліги.

## Кар'єра в збірній
Виступав за збірні Швейцарії до 19 і до 21 року.
7 листопада 2024 року вперше викликаний до збірної Швейцарії головним тренером Муратом Якіном для участі в матчах Ліги націй УЄФА проти збірних Сербії та Іспанії.

## Статистика виступів
Станом на 9 серпня 2025
| Клуб              | Сезон             | Чемпіонат         | Чемпіонат | Чемпіонат | Кубок | Кубок | Єврокубки | Єврокубки | Інші  | Інші | Всього | Всього |
| Клуб              | Сезон             | Дивізіон          | Матчі     | Голи      | Матчі | Голи  | Матчі     | Голи      | Матчі | Голи | Матчі  | Голи   |
| ----------------- | ----------------- | ----------------- | --------- | --------- | ----- | ----- | --------- | --------- | ----- | ---- | ------ | ------ |
| Люцерн            | 2022–23           | Суперліга         | 8         | –9        | 0     | 0     | —         | —         | —     | —    | 8      | –9     |
| Люцерн            | 2023–24           | Суперліга         | 37        | –51       | 3     | –2    | 4         | –7        | 0     | 0    | 44     | –60    |
| Люцерн            | 2024–25           | Суперліга         | 38        | –62       | 2     | –2    | —         | —         | —     | —    | 40     | –64    |
| Люцерн            | 2025–26           | Суперліга         | 3         | –4        | 0     | 0     | —         | —         | —     | —    | 3      | –4     |
| Всього за кар'єру | Всього за кар'єру | Всього за кар'єру | 86        | –126      | 5     | –4    | 4         | –7        | 0     | 0    | 95     | –137   |

1. ↑  Матчі в Лізі конференцій УЄФА

## Досягнення
Особисті досягнення
- Гравець місяця швейцарської Суперліги: серпень 2023[13]